# フレンチデピュティ
フレンチデピュティ（French Deputy、1992年1月30日 - 2025年1月6日）はアメリカ合衆国の競走馬・種牡馬。1995年のジェロームハンデキャップの勝ち馬である。

## 戦績
- 特記事項なき場合、本節の出典はEQUIBASE[1]、競走馬のふるさと案内所[3]

1994年1月20日、ハリウッドパーク競馬場のメイドン競走でデビューし、2着に5馬身差をつけて勝利。続くサンタアニタ競馬場でのアローワンス競走を2戦走って2戦目は2馬身4分の3差で、3戦目は11馬身差で勝ってトータルで3連勝とし、重賞初出走となるベルモントパーク競馬場のジェロームハンデキャップではミスターグリーリーを4馬身差退けて、4連勝でG2競走を制覇した。その後もベルモントパークに残ってアローワンス競走で2着ののちブリーダーズカップ・クラシックに出走もシガーの9着に終わり、この競走を最後に引退した。

## 競走成績
以下の内容は、EQUIBASEの情報および記載法に基づく。
| 出走日     | 競馬場           | 競走名       | 格 | 距離   | 頭数 | 枠番 (PP) | 馬番 (Pgm) | 着順 | 騎手              | 斤量 （lb./kg換算） | タイム  | 着差          | 勝ち馬/（2着馬）    |
| ---------- | ---------------- | ------------ | -- | ------ | ---- | --------- | ---------- | ---- | ----------------- | ------------------- | ------- | ------------- | ------------------- |
| 1994.11.20 | ハリウッドパーク | メイドン     |    | ダ6f   | 10   | 2         | 3          | 1着  | E. デラフーセイ   | 119/54              | 1:08.84 | 5馬身         | （Fritzie's Wish）  |
| 1995.02.04 | サンタアニタ     | アローワンス |    | ダ6.5f | 7    | 1         | 1          | 1着  | E. デラフーセイ   | 120/54.5            | 1:15.19 | 2馬身3/4      | （Score Quick）     |
| 0000.02.23 | サンタアニタ     | アローワンス |    | ダ8f   | 4    | 1         | 1          | 1着  | E. デラフーセイ   | 116/52.5            | 1:36.29 | 11馬身        | （Awesome Thought） |
| 0000.09.04 | ベルモントパーク | ジェロームH  | G2 | ダ9f   | 6    | 6         | 6          | 1着  | G. スティーヴンス | 113/51              | 1:33.53 | 4馬身         | （Mr. Greeley）     |
| 0000.10.07 | ベルモントパーク | アローワンス |    | ダ8f   | 7    | 6         | 7          | 2着  | E. デラフーセイ   | 118/53.5            |         | （2馬身）     | Top Account         |
| 0000.10.28 | ベルモントパーク | BCクラシック | G1 | ダ10f  | 11   | 1         | 1          | 9着  | G. スティーヴンス | 121/55              |         | （18馬身3/4） | Cigar               |

## 種牡馬時代
引退後はスリーチムニーズファームで種牡馬入り。その後、2001年に社台グループが価格非公表で購入し、日本に移動した。日本輸入前のおもな産駒には、2002年のエクリプス賞の最優秀古牡・セン馬に選ばれたレフトバンクの他、日本で競走馬となったノボジャック、クロフネなどがいる。
日本での初年度の種付料は350万円に設定されたが、3年目2003年には800万円に上昇。2004年に日本での産駒がデビューし、1994年のサンデーサイレンスに次ぐ2位の成績を打ち立ててJRAファーストシーズンチャンピオンサイアーに輝いた。日本産の産駒からは、2006年にフレンドシップが交流G1初制覇、2007年にピンクカメオがNHKマイルカップで中央のG1級競走を制した。続く2008年にはレジネッタで初のクラシック競走を、アドマイヤジュピタが天皇賞（春）を、エイシンデピュティが宝塚記念を制する一方、アドマイヤジュピタの天皇賞（春）制覇とサンアディユによる2007年アイビスサマーダッシュ制覇を踏まえて、産駒の距離適性が幅広いことも実証してみせた。以降も産駒、ブルードメアサイアーの双方で活躍馬を送り出している。また、2003年にはオーストラリアへのシャトル種牡馬としても供用された。
2017年の種付けを最後に種牡馬を引退、社台スタリオンステーションの功労馬馬房で余生を過ごし、2025年1月6日に死亡した。33歳没。代表産駒であったクロフネとは、2021年1月17日に先立たれるまで隣同士の馬房であったという。

### 主な産駒

#### GI/JpnI競走優勝馬
太字はGI/JpnI競走。日本調教馬以外はG1競走のみ記載。
- 1997年産
  - Left Bank（ホイットニーハンデキャップ、シガーマイルハンデキャップ、ヴォスバーグステークス）[12]
  - ノボジャック（JBCスプリント、東京盃、黒船賞 2回、群馬記念 2回、北海道スプリントカップ、クラスターカップ）[13]
- 1998年産
  - クロフネ（ジャパンカップダート、NHKマイルカップ、武蔵野ステークス、毎日杯）[14]
- 1999年産
  - Mayo on the Side（ヒューマナディスタフハンデキャップ）[15]
  - Genereux（5月25日大賞）[16]
- 2000年度産
  - House Party（プライオレスステークス）[17]
- 2002年産
  - エイシンデピュティ（宝塚記念、金鯱賞、京都金杯、エプソムカップ）[18]
- 2003年産
  - アドマイヤジュピタ（天皇賞・春、阪神大賞典、アルゼンチン共和国杯）[19]
  - フレンドシップ（ジャパンダートダービー）[20]
- 2004年産
  - ピンクカメオ（NHKマイルカップ）[21]
- 2005年産
  - レジネッタ（桜花賞、福島牝馬ステークス）[22]
- 2010年産
  - サウンドトゥルー（チャンピオンズカップ、東京大賞典、JBCクラシック、日本テレビ盃）[23]

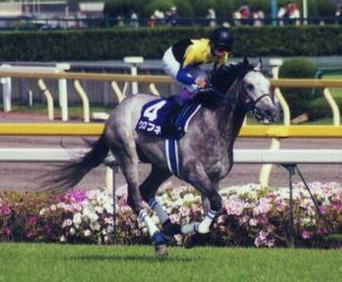
クロフネ（1998年産）
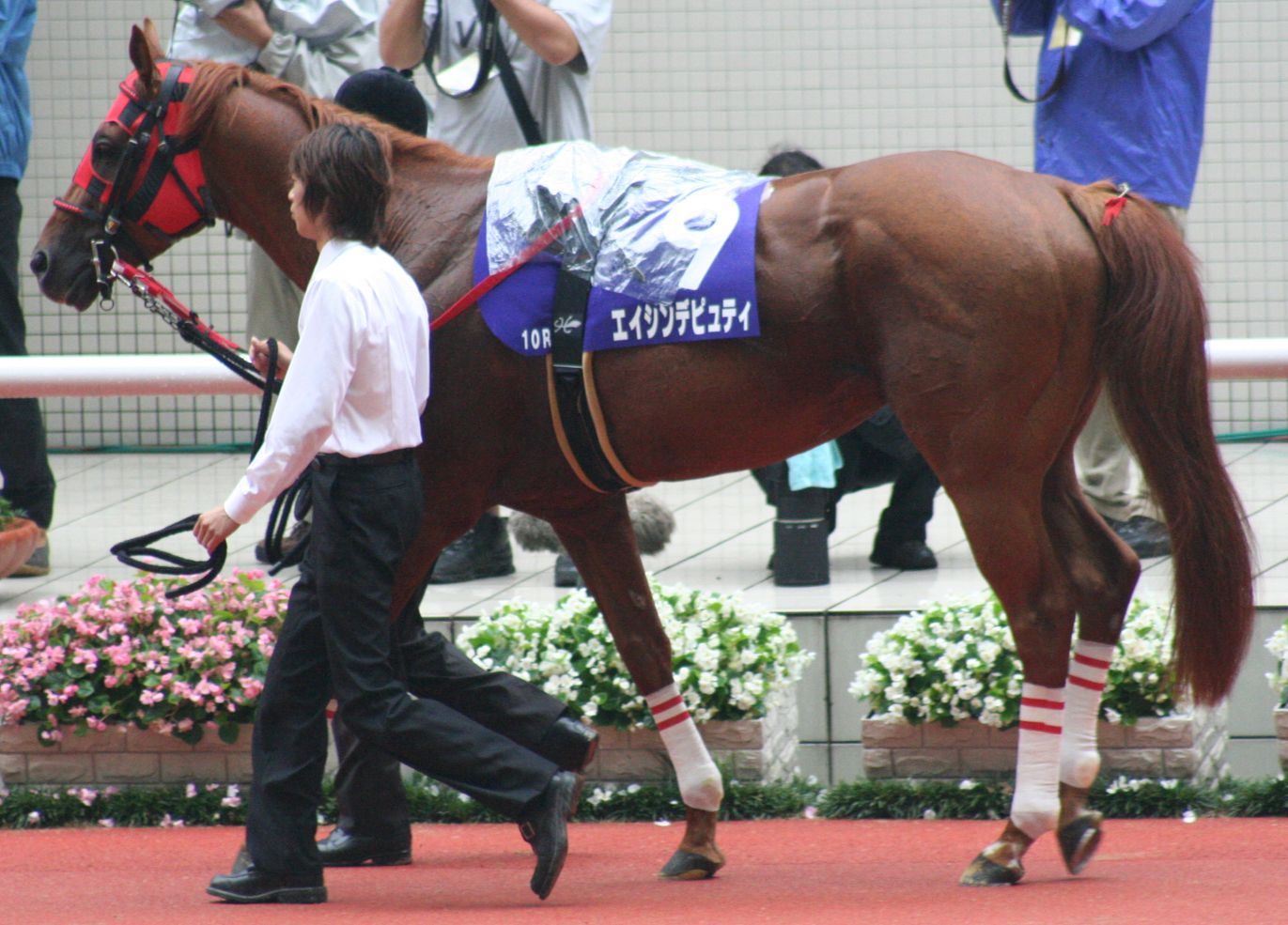
エイシンデピュティ（2002年産）
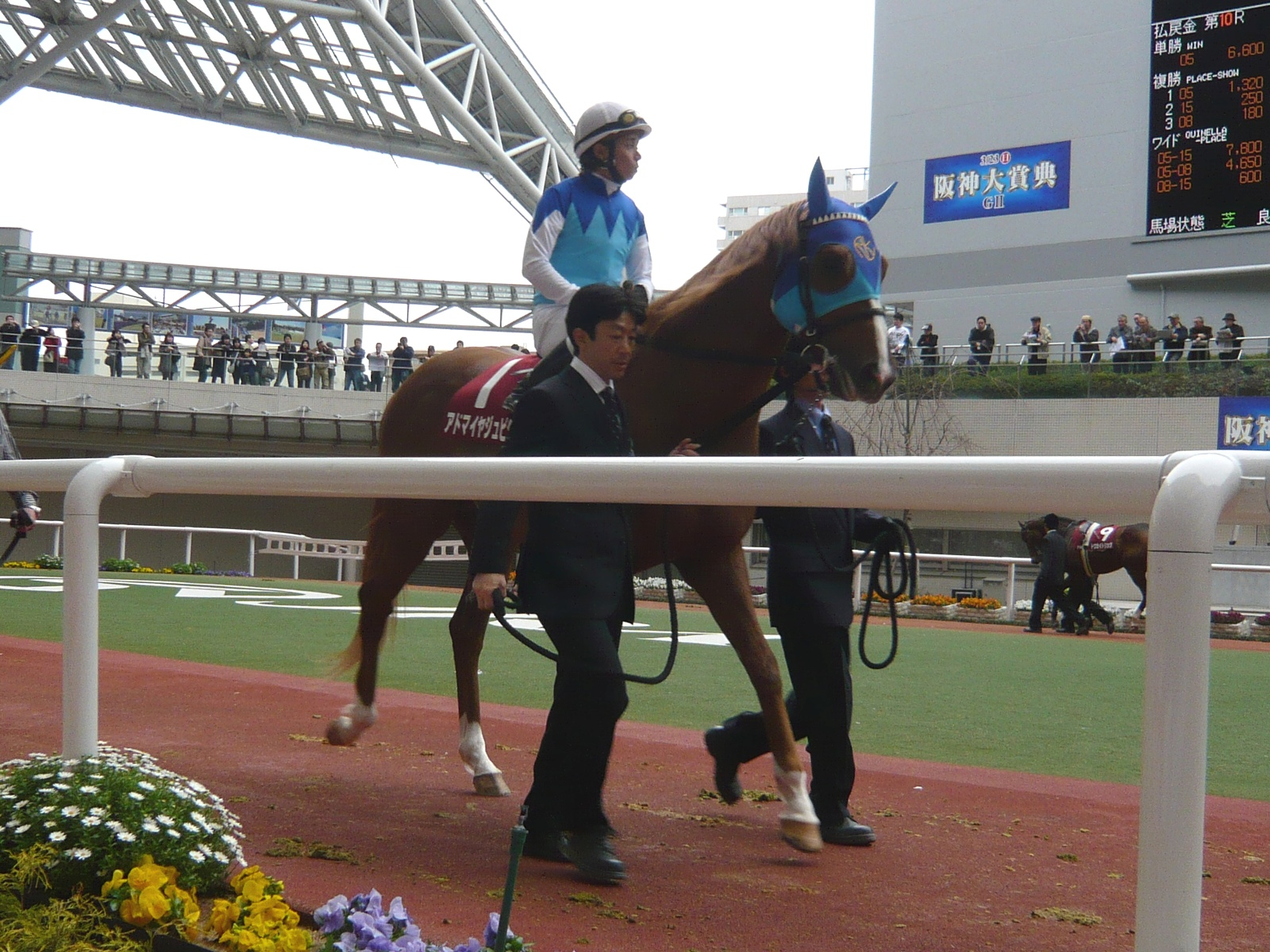
アドマイヤジュピタ（2003年産）
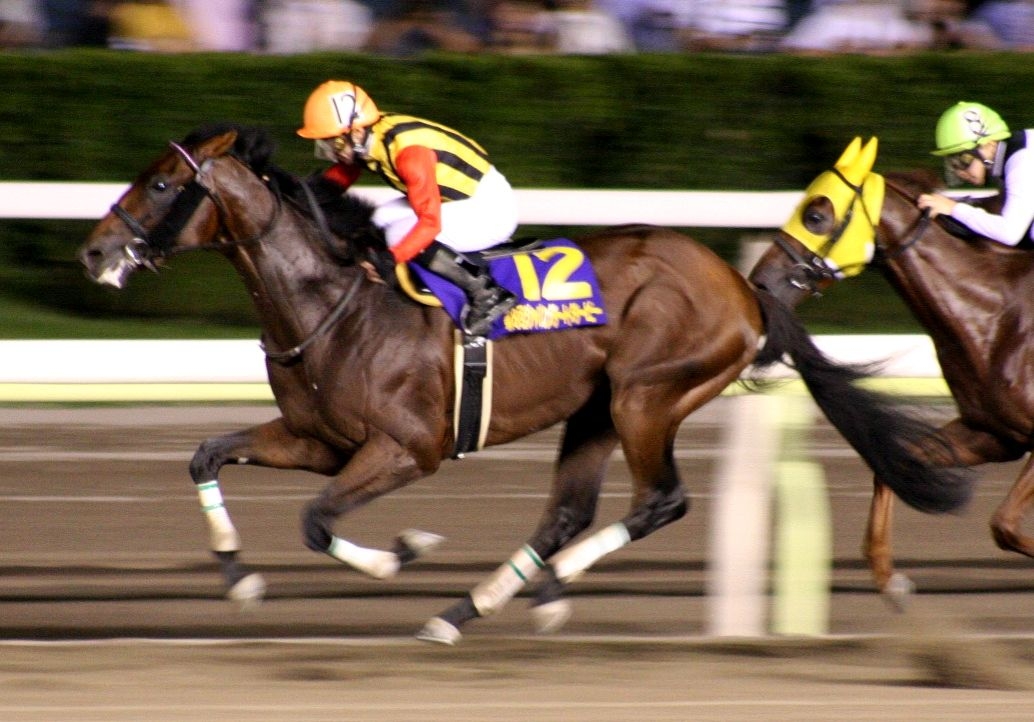
フレンドシップ（2003年産）
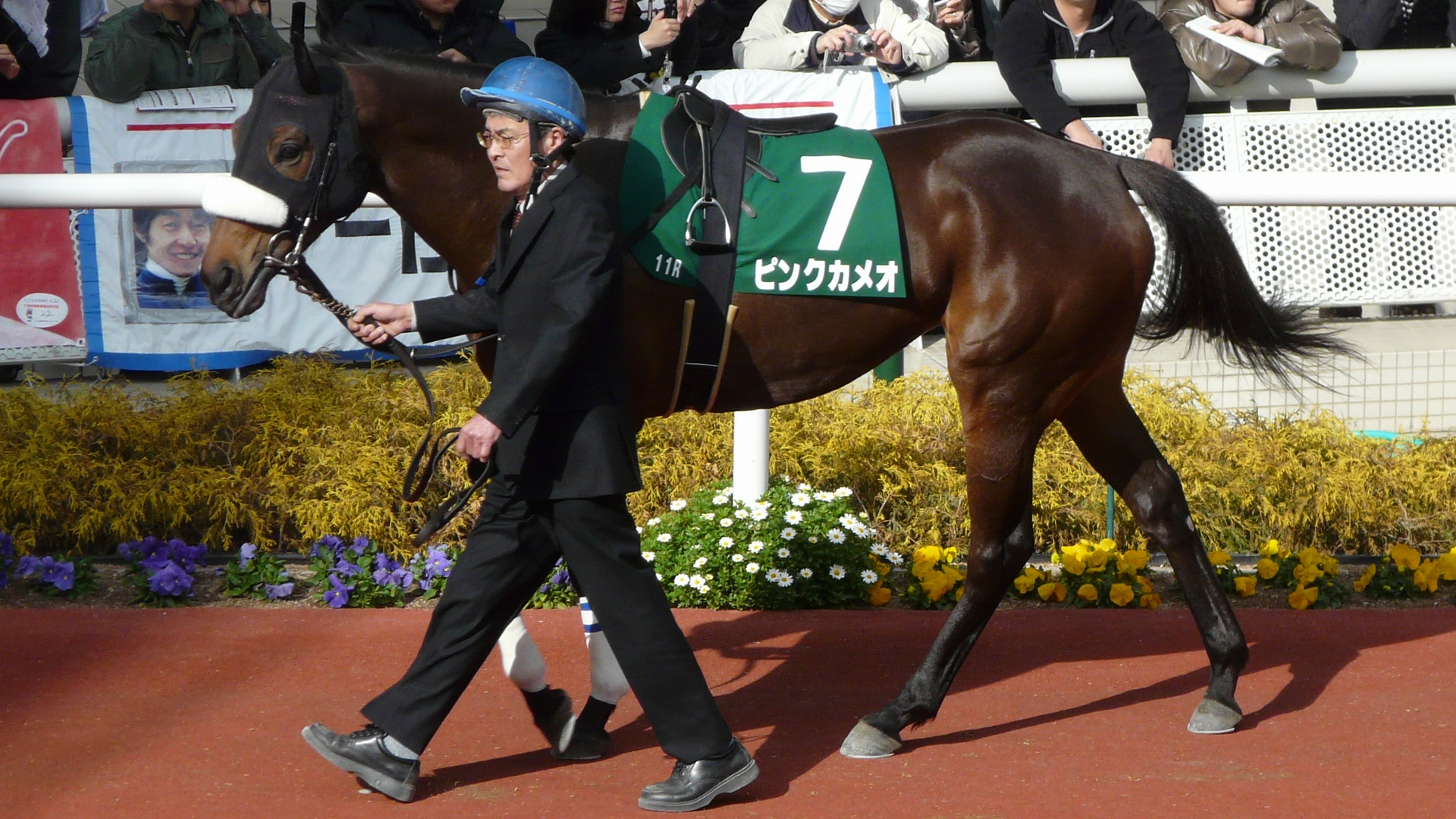
ピンクカメオ（2004年産）
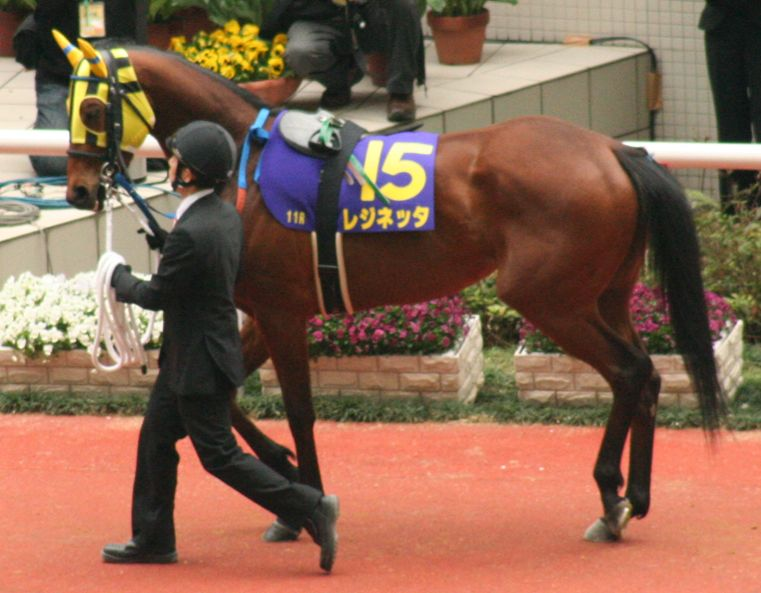
レジネッタ（2005年産）
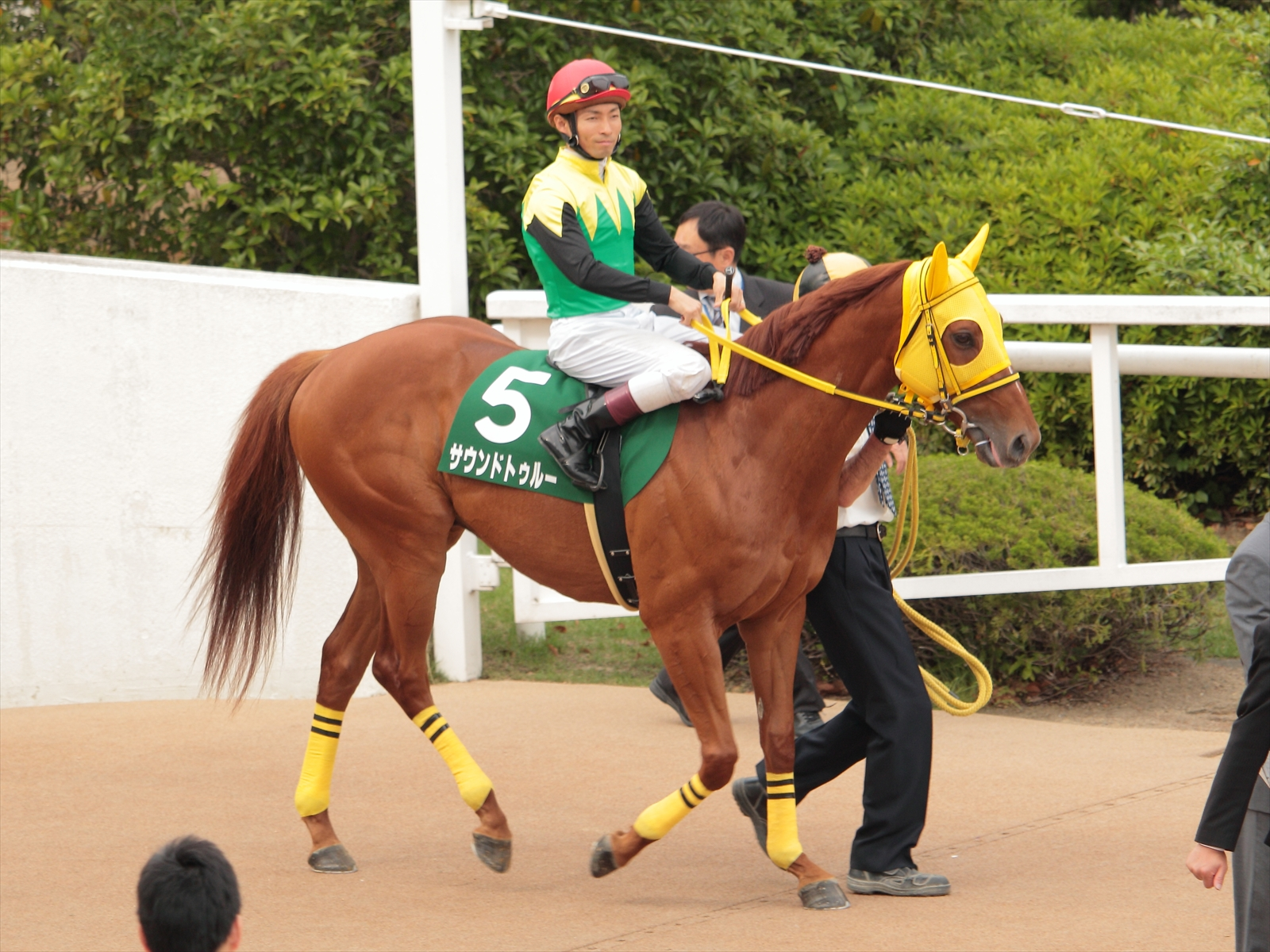
サウンドトゥルー（2010年産）

#### グレード制重賞優勝馬
日本調教馬のみ記載
- 2002年産
  - サンアディユ（セントウルステークス、京阪杯、アイビスサマーダッシュ）[24]
  - ライラプス（クイーンカップ）[25]
  - ブライトトゥモロー（新潟大賞典）[26]
  - アンブロワーズ（函館2歳ステークス）[27]
- 2003年産
  - サイレントプライド（ダービー卿チャレンジトロフィー、富士ステークス）[28]
  - アルーリングボイス（小倉2歳ステークス、ファンタジーステークス）[29]
- 2005年産
  - メイショウベルーガ（京都大賞典、日経新春杯）[30]
- 2010年産
  - ノボリディアーナ（府中牝馬ステークス）[31]
- 2011年産
  - カラダレジェンド（京王杯2歳ステークス）[32]
- 2012年産
  - ルールソヴァール（佐賀記念、旭岳賞2回）[33]

#### 地方重賞優勝馬
- 2003年産
  - ファストシャラポワ （秋桜賞）[34]
- 2004年産
  - アドマイヤダンク （吉野ヶ里記念）[35]
- 2005年産
  - エイシンフレンチ （東海菊花賞、東海ゴールドカップ）[36]
- 2007年産
  - メイショウツチヤマ （黒潮マイルチャンピオンシップ、だるま夕日賞、二十四万石賞、トレノ賞）[37]
- 2008年産
  - トミケンヒーロー （赤レンガ記念）[38]
- 2010年産
  - ハカタドンタク （やまびこ賞、はまなす賞、オパールカップ）[39]
- 2012年産
  - ロールボヌール （岩手ダービー ダイヤモンドカップ、若駒賞、南部駒賞）[40]
  - ルージュロワイヤル （ヒダカソウカップ）[41]
- 2013年産
  - リンダリンダ（東京プリンセス賞、サッポロクラシックカップ、イノセントカップ）[42]
  - ハタノリヴィール（ウインター争覇、マーチカップ）[43]

### 母父としての主な産駒
太字はGI/JpnI競走。日本調教馬以外はG1優勝馬のみ記載。

#### グレード制重賞優勝馬
- 2004年産
  - スズカコーズウェイ（京王杯スプリングカップ）[44]
- 2006年産
  - ブレイクランアウト（共同通信杯）[45]
- 2007年産
  - アニメイトバイオ（ローズステークス）[46]
  - ビッグバン（北海道2歳優駿）[47]
- 2008年産
  - Majestic Harbor（ゴールドカップアットサンタアニタステークス）
  - Hinz（ドスミルギニー）
  - ボレアス（レパードステークス）[48]
- 2010年産
  - マイネルホウオウ（NHKマイルカップ）[49]
  - カミノタサハラ（弥生賞）[50]
  - ウリウリ（京都牝馬ステークス、CBC賞）[51]
- 2011年産
  - ショウナンパンドラ（秋華賞、ジャパンカップ、オールカマー）[52]
  - Danza（アーカンソーダービー）
- 2012年産
  - Hi Happy（ジョッキークラブ大賞、ナシオナル大賞、カルロスペレグリーニ大賞、マンノウォーステークス）
  - ミュゼスルタン（新潟2歳ステークス）[53]
  - ノボバカラ（プロキオンステークス、カペラステークス、かきつばた記念、さきたま杯）[54]
  - マイティティー（ブリーダーズゴールドカップ）[55]
- 2013年産
  - マカヒキ（東京優駿、弥生賞、ニエル賞、京都大賞典）[56]
  - ゴールドドリーム（フェブラリーステークス、チャンピオンズカップ、かしわ記念 2回、帝王賞、ユニコーンステークス）[57]
  - レインボーライン （天皇賞（春）、阪神大賞典、アーリントンカップ）[58]
  - アドマイヤエイカン （札幌2歳ステークス）[59]
- 2014年産
  - カデナ（弥生賞、京都2歳ステークス、小倉大賞典）[60]
  - アンジュデジール（スパーキングレディーカップ、エンプレス杯、マリーンカップ、JBCレディスクラシック）[61]
- 2015年産
  - Mirth（ロデオドライブステークス）
- 2016年産
  - メイショウテンゲン（弥生賞）[62]
  - マルシュロレーヌ（レディスプレリュード、TCK女王盃、エンプレス杯、ブリーダーズゴールドカップ、ブリーダーズカップ・ディスタフ）[63]
  - レッドルゼル（根岸ステークス、JBCスプリント、東京盃）[64]
  - カラテ（東京新聞杯、新潟記念、新潟大賞典）[65]
- 2017年産
  - メイショウミモザ（阪神牝馬ステークス）[66]
- 2018年産
  - ヨーホーレイク（日経新春杯、鳴尾記念、京都記念）[67]
  - バーデンヴァイラー（マーキュリーカップ、佐賀記念）[68]
- 2019年産
  - Attrition（トゥーラックハンデキャップ）
  - ドロップオブライト（CBC賞）
- 2021年産
  - メイショウタバル（毎日杯、神戸新聞杯、宝塚記念）

#### 地方重賞優勝馬
- 2007年産
  - スーブルソー（桐花賞）
- 2008年産
  - アティロン（唐津湾賞、嘉瀬川賞）
- 2009年産
  - タッチデュール（ジュニアクラウン、プリンセス特別、兵庫クイーンカップ、くろゆり賞）
- 2010年産
  - マインダンサー（金の鞍賞）
  - メイライト（福山プリンセスカップ）
- 2011年産
  - ゴオリイ（知床賞）
- 2012年産
  - オヤコダカ（ブリーダーズゴールドジュニアカップ、北斗盃、王冠賞、赤レンガ記念2回、星雲賞2回、旭岳賞2回、瑞穂賞、コスモバルク記念）
  - ランデックアロマ（ハヤテスプリント）
- 2013年
  - ヤマノカミ（金沢ヤングチャンピオン）
  - チャイヨー（ウイナーカップ）
  - プレシャスエース（栗駒賞、岩鷲賞）
- 2014年産
  - オーブスプリング（フローラルカップ）
  - タッチスプリント（若草賞）
  - ティモシーブルー（百万石賞、中日杯、金沢スプリングカップ）
  - アスタークライ（新春盃）
- 2015年産
  - モジアナフレイバー（勝島王冠2回、大井記念、川崎マイラーズ）[69]
  - チェゴ（ラブミーチャン記念、ライデンリーダー記念）
- 2016年産
  - グランデストラーダ（秋桜賞）
  - スタンサンセイ（ウインター争覇）
  - ヘリオス（あすなろ賞）
- 2017年産
  - スティローザ（園田プリンセスカップ）
  - ピアノマン（やまびこ賞）
  - テイエムラッシュ（霧島賞）
- 2018年産
  - ツムタイザン（兵庫若駒賞、園田ジュニアカップ、摂津盃、マーチカップ）
- 2019年産
  - シルトプレ（鎌倉記念、北斗盃、北海優駿、コスモバルク記念、道営記念、中島記念）[70]
  - バウチェイサー（ゴールドジュニア、兵庫ユースカップ、兵庫ダービー）
  - タニノタビト（駿蹄賞、東海ダービー、岐阜金賞）
  - クリノメガミエース（ぎふ清流カップ）
  - エコロクラージュ（園田オータムトロフィー、楠賞、兵庫ゴールドカップ、福永洋一記念）
- 2021年産
  - カプセル（平和賞）[71]

## 血統表
| フレンチデピュティの血統       | フレンチデピュティの血統                         | フレンチデピュティの血統                         | （血統表の出典）                                 | （血統表の出典） |
| 父系                           | デピュティミニスター系（ヴァイスリージェント系） | デピュティミニスター系（ヴァイスリージェント系） | デピュティミニスター系（ヴァイスリージェント系） | [ § 2 ]          |
| 父 Deputy Minister 1979 黒鹿毛 | 父の父Vice Regent 1967 栗毛                      | Northern Dancer                                  | Nearctic                                         | Nearctic         |
| 父 Deputy Minister 1979 黒鹿毛 | 父の父Vice Regent 1967 栗毛                      | Northern Dancer                                  | Natalma                                          |                  |
| 父 Deputy Minister 1979 黒鹿毛 | 父の父Vice Regent 1967 栗毛                      | Victoria Regina                                  | Menetrier                                        | Menetrier        |
| 父 Deputy Minister 1979 黒鹿毛 | 父の父Vice Regent 1967 栗毛                      | Victoria Regina                                  | Victoriana                                       |                  |
| 父 Deputy Minister 1979 黒鹿毛 | 父の母Mint Copy 1970 黒鹿毛                      | Bunty's Flight                                   | Bunty Lawless                                    | Bunty Lawless    |
| 父 Deputy Minister 1979 黒鹿毛 | 父の母Mint Copy 1970 黒鹿毛                      | Bunty's Flight                                   | Broomflight                                      |                  |
| 父 Deputy Minister 1979 黒鹿毛 | 父の母Mint Copy 1970 黒鹿毛                      | Shankey                                          | Jabneh                                           | Jabneh           |
| 父 Deputy Minister 1979 黒鹿毛 | 父の母Mint Copy 1970 黒鹿毛                      | Shankey                                          | Grass Shack                                      |                  |
| 母 Mitterand 1981 鹿毛         | 母の父Hold Your Peace 1969 鹿毛                  | Speak John                                       | Prince John                                      | Prince John      |
| 母 Mitterand 1981 鹿毛         | 母の父Hold Your Peace 1969 鹿毛                  | Speak John                                       | Nuit de Foiles                                   |                  |
| 母 Mitterand 1981 鹿毛         | 母の父Hold Your Peace 1969 鹿毛                  | Blue Moon                                        | Eight Thirty                                     | Eight Thirty     |
| 母 Mitterand 1981 鹿毛         | 母の父Hold Your Peace 1969 鹿毛                  | Blue Moon                                        | Blue Grail                                       |                  |
| 母 Mitterand 1981 鹿毛         | 母の母Laredo Lase 1971 黒鹿毛                    | Bold Ruler                                       | Nasrullah                                        | Nasrullah        |
| 母 Mitterand 1981 鹿毛         | 母の母Laredo Lase 1971 黒鹿毛                    | Bold Ruler                                       | Miss Disco                                       |                  |
| 母 Mitterand 1981 鹿毛         | 母の母Laredo Lase 1971 黒鹿毛                    | Fortunate Isle                                   | Ambiorix                                         | Ambiorix         |
| 母 Mitterand 1981 鹿毛         | 母の母Laredo Lase 1971 黒鹿毛                    | Fortunate Isle                                   | Slippy                                           |                  |
| 母系(F-No.)                    | 4号族(FN:4-m)                                    | 4号族(FN:4-m)                                    | 4号族(FN:4-m)                                    | [ § 3 ]          |
| 5代内の近親交配                | Nearco S5×M5 = 6.25%                             | Nearco S5×M5 = 6.25%                             | Nearco S5×M5 = 6.25%                             | [ § 4 ]          |
| 出典                           | 1. 2. 3. 4.                                      | 1. 2. 3. 4.                                      | 1. 2. 3. 4.                                      | 1. 2. 3. 4.      |